# Cap Nordkinn
Le cap Nordkinn (en norvégien : Kinnarodden) est un cap du nord de la Norvège. Il s'agit du point le plus septentrional de l'Europe continentale (la pointe de Knivskjellodden et le cap Nord sont situés plus au nord, mais sur l'île de Magerøya).

## Géographie
Le cap Nordkinn est situé tout au nord de la péninsule de Nordkyn, à environ 20 km du village de Mehamn, dans le comté du Finnmark.
Situé par 71° 08′ 02″  de latitude nord, le cap Nordkinn est le point le plus septentrional de la Norvège continentale, et par extension de l'Europe continentale. Il est toutefois situé à 6 km plus au sud que le cap Nord et à 8 km que le Knivskjellodden, point le plus au nord de Norvège (îles éloignées exceptées) ; ces deux caps sont situés sur l'île de Magerøya, environ 70 km plus à l'ouest. Le cap Nordkinn est distant du pôle Nord de 2 106,6 km.

## Tourisme

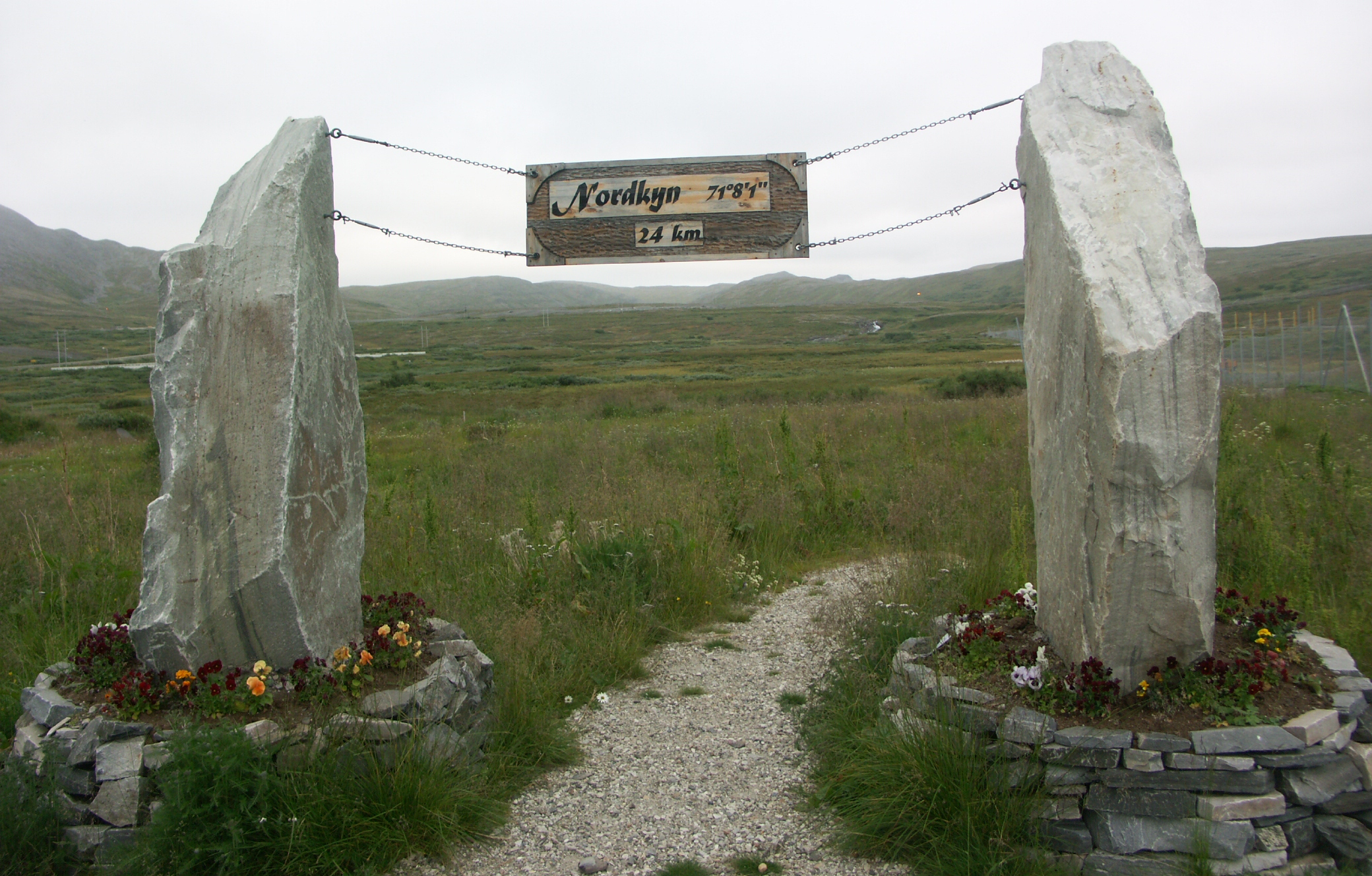
Panneau situé sur l'aéroport de Mehamn, indiquant la piste reliant l'aéroport au cap Nordkinn ; cette piste a été inaugurée par la princesse Mette-Marit en 2004 afin de promouvoir le tourisme dans la région.

Par contraste avec le cap Nord, ses infrastructures touristiques et ses nombreux visiteurs motorisés, le cap Nordkinn est un lieu isolé, difficilement accessible par la terre et uniquement à pied en suivant un chemin escarpé, à une journée de marche de Mehamn, le village le plus proche à 24 km au sud-est. Une telle randonnée nécessite d'effectuer une boucle de deux jours, sur un terrain difficile en cas de pluie et subissant des brouillards soudains.
Il est possible d'apercevoir le cap depuis les navires du Hurtigruten, le service d'express côtier qui dessert les ports de la côte norvégienne.